# 디미트리 베르토
디미트리 장 실뱅 베르토 야카(프랑스어: Dimitry Jean Sylvain Bertaud Yaka, 1998년 6월 6일 ~ )는 리그 1의 몽펠리에와 콩고 민주 공화국 축구 국가대표팀에서 골키퍼로 활약하고 있는 콩고 민주 공화국의 축구 선수이다.
베르토는 13살의 나이에 몽펠리에에 처음 합류했고 3년 안에 클럽의 1군과 2군에서 훈련하는 자신을 발견했다. 그는 2019년에 클럽에서 프로 데뷔를 했다.
프랑스에서 태어난 베르토는 프랑스 올림픽 축구팀까지, 처음에는 16세 이하에서 그리고 나중에는 19세 이하에서, 다양한 청소년 레벨에서 프랑스를 대표했다. 그는 콩고 민주 공화국 국가대표팀에서 시니어 레벨에서 뛰기로 선택했다.

## 어린 시절
베르토는 1998년 6월 6일 프랑스 몽펠리에에서 태어났다. 그는 프랑스인 아버지와 콩고 민주 공화국인 어머니 사이에서 태어났다.

## 구단 경력

### 초기 경력
베르토는 6살 때 지역 축구 아카데미인 아베니르 카스트리오테에 입단하여 7년간 머물다가 몽펠리에의 유소년부로 이적했다.

### 몽펠리에
베르토는 몽펠리에에서 빠르게 자신의 가치를 증명했고, U-17과 U-19 청소년 리그에서 뛰면서 자신의 연령대보다 나이가 많은 팀에 빠르게 진출했고, 16세의 나이에 예비 선수로 출전했다.

## 국가대표팀 경력

### 프랑스

#### U-23
베르토는 앙제의 폴 베르나르도니, 생테티엔의 스테판 바히치와 함께 도쿄에서 열리는 2020년 하계 올림픽 축구 국가대표팀에 차출되었다. 베르토는 프랑스가 A조에서 3위를 차지하면서 다시 벤치에 머물렀다.

### 콩고 민주 공화국
2023년 10월 2일, 그는 콩고 민주 공화국 축구 국가대표팀에 소집되어 친선 경기를 치렀다.